# Радус-Зенькович, Алексей Викторович
Алексей Викторович Радус-Зенькович (1916—1974) — генерал-лейтенант-инженер, председатель научно-технического комитета Управления начальника танковых войск Министерства обороны СССР, лауреат Ленинской премии.
Отец — Виктор Алексеевич Радус-Зенькович (1878—1967), зам. наркома труда РСФСР, член ЦКК и ВЦИК.
С 1953 г. председатель научно-технического комитета (НТК) Управления начальника танковых войск (ГАБТУ) Министерства обороны СССР.
Ленинская премия 1967 года — за участие в создании танка Т-64.
Скоропостижно умер на работе 2 апреля 1974 г. Похоронен на Новодевичьем кладбище (3 участок).